# Aleksandr Grin
Aleksandr Grin (rus: Александр Грин)  (Slobodskoi, 11 d'agost de 1880 (Julià) - Starí Krim, 8 de juliol de 1932), nom complet amb patronímic
Aleksandr Stepànovitx Grin, rus: Алекса́ндр Степа́нович Грин, cognom real: Grinevski, Грине́вский, fou un escriptor rus, notable per les seves novel·les romàntiques i contes, principalment ambientats en un lloc fantàstic sense nom, amb un caire europeu o llatinoamericà (els admiradors de Grin sovint es refereixen a aquest lloc com a Grinlàndia). Gran part de les seves obres tracten del mar, aventures, i l'amor.

## Biografia
Aleksandr Grin (Grinevski) nasqué al poble de Slobodskoi, un suburbi de Viatka (Kírov), el 1880; era fill d'un polonès deportat després de l'aixecament de gener de 1863. El 1896, després de graduar-se en una escola de Viatka, Aleksandr va marxar a Odessa on visqué com un vagabund, treballant de mariner, miner d'or, com a treballador de construcció. Sovint no tenia feina i se sostenia pidolant i gràcies als diners que de vegades li enviava el seu pare.
Després d'allistar-se a l'exèrcit rus, esdevingué membre del Partit Social-Revolucionari; va ser arrestat i va passar un temps a la presó per "propaganda revolucionària". El seu primer conte es publicà en un diari el 1906. El mateix any se l'arrestava a Sant Petersburg i fou condemnat a quatre anys d'exili en una àrea remota de la gubèrnia de Tobolsk, però tot just va arribar a Tobolsk, es va escapar i va tornar a Sant Petersburg per viure il·legalment; allà fou arrestat de nou el 1910 i se l'envià a la gubèrnia d'Arkhànguelsk. En un poble petit anomenat Kegostrov, ell i la seva primera muller Vera Pàvlovna Abràmova (amb qui es casà el 1910) hi van viure de 1910 a 1912.
El 1912, retornà a Sant Petersburg i es divorcià de la seva muller. En aquella època, va publicar principalment contes; gran part dels seus treballs més llargs van ser escrits després de la Revolució d'Octubre de 1917, i va gaudir d'una popularitat significativa des de la primera meitat de la dècada de 1920. El 1921 es casà amb Nina Nikolàievna Mirónova (1894-1970). El 1924 es mudaren a Feodòssia per viure prop del mar. En els seus últims dies, les visions romàntiques de Grin xocaren amb la rígida literatura soviètica vigent; els editors de Moscou i Leningrad es negaven a publicar les seves obres romàntiques i vivia en una extrema pobresa. Va patir d'alcoholisme i tuberculosi, que finalment arruïnaren la seva salut. Va morir el 1932 a Starí Krim.

## Treballs

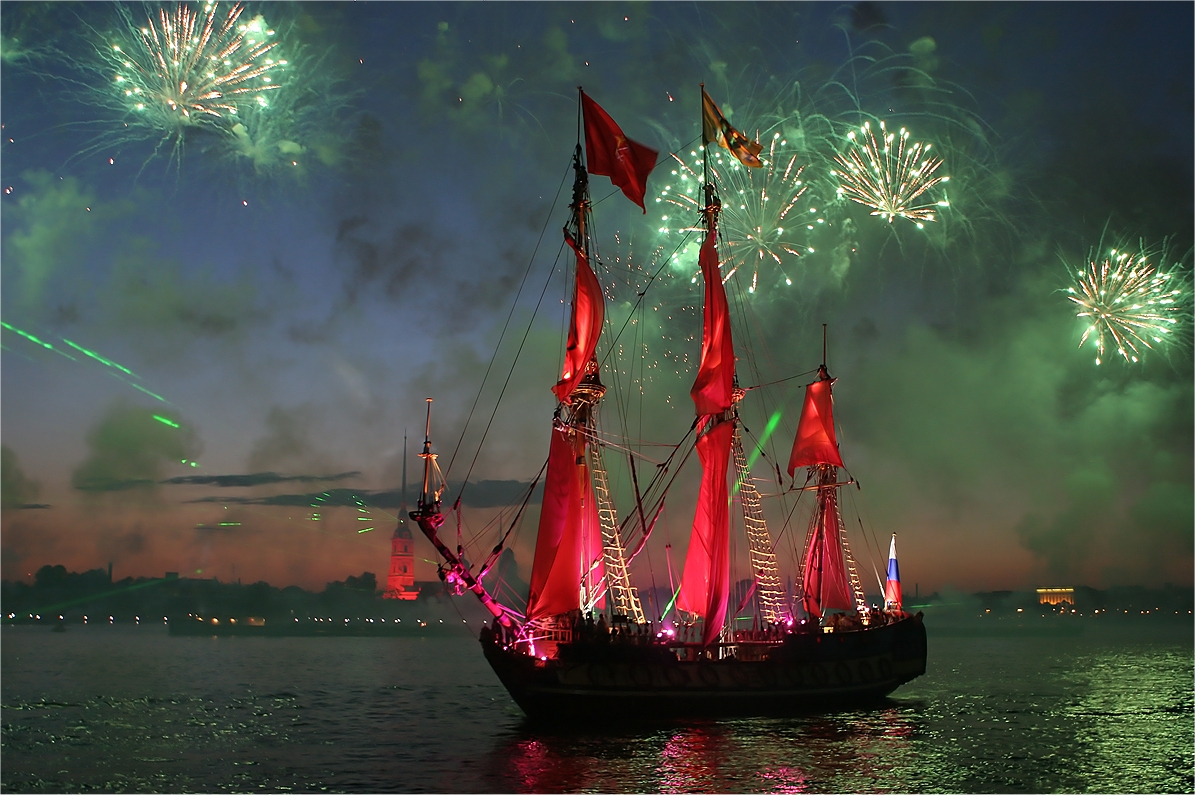
Un vaixell amb veles escarlates és un símbol per a les celebracions de les Veles escarlates a Sant Petersburg, anomenades així per la novel·la d'Aleksandr Grin

La major part del que va escriure no té cap relació directa la realitat de la Rússia tsarista i soviètica en la qual vivia. L'escenari de la majoria de les seves novel·les i contes és una terra costanera sense nom, aparentment lluny d'Europa però amb noms i aspecte europeus occidentals. Fins i tot el seu pseudònim literari (Grin) és una forma de desrussificada del seu cognom real (Grinevski). Alguns dels lectors de les seves primeres publicacions (com ara Paustovski, que va ser un admirador de Grin tota la seva vida) va pensar al principi que estaven llegint traduccions d'obres d'un autor estranger.
Els escrits de Grin són universals. Com tots els autors de novel·la fantàstica de la segona meitat del segle xx, tracta amb desigs humans i emocions en la seva forma més pura. El seu món no és un conte de fades; té moltes coses en comú amb la realitat de principis del segle XX (com per exemple, automòbils i bancs), però és sempre més romàntic i «pueril» en el sentir general. Poblat per capitans de vaixell, mariners, científics, viatgers, criminals, aristòcrates extravagants, noies infantils, canalles elegants, i herois forts d'esperit, el món de Grin (sovint conegut com a Grinlàndia pels admiradors de Grin) és un dels mons de fantasia més atractius i «habitables» en la literatura. Algunes de les seves novel·les contenen un element de màgia - no com una part establerta del seu món, però sempre com un miracle que canvia les vides dels que se'l troben.
Les obres de Grin són també notables per al seu estil d'escriptura poderós, més o menys únic en tota la literatura russa (per bé que alguns el comparen amb l'estil d'Andrei Platónov. La prosa de Grin és molt poètica i descriptiva, amb sorprenents metàfores i acolorit vocabulari.
Les obres de Grin són gairebé desconegudes fora de Rússia.